# Joachim Fesefeldt
Joachim D. C. Fesefeldt (* 17. Juli 1955 in Meldorf; † 16. Mai 2017 in Lüneburg) war ein deutscher Politikwissenschaftler und Bibliothekar.

## Leben
Joachim Fesefeldt studierte Politikwissenschaft, Geographie, Soziologie, Wirtschaftspolitik sowie Pädagogik an der Christian-Albrechts-Universität zu Kiel. Das Staatsexamen für das Lehramt an höheren Schulen legte er 1981 ab. Nach einem Forschungsaufenthalt in Washington, D.C. (1981) war er von 1982 bis 1984 wissenschaftlicher Assistent am Institut für Politische Wissenschaft der Universität Kiel. Seine Promotion bei Werner Kaltefleiter erfolgte 1984. Im gleichen Jahr begann er als Bibliotheksreferendar an der Württembergischen Landesbibliothek in Stuttgart die Ausbildung für den höheren Bibliotheksdienst (Fachprüfung am Bibliothekar-Lehrinstitut des Landes Nordrhein-Westfalen 1986). Nach einer bibliothekarischen Tätigkeit an der Bibliothek für Zeitgeschichte in Stuttgart wechselte er 1987 als Fachreferent an die Universitätsbibliothek Lüneburg, die er zuletzt als stellvertretender Direktor leitete.

## Schriften
- Die nukleare Schwelle. Mythos oder Wirklichkeit? (= Libertas optima rerum. Bd. 3). Mittler, Herford 1984, ISBN 3-8132-0194-5 (Dissertation Universität Kiel).
- Der Warschauer Pakt auf dem Madrider KSZE-Folgetreffen und auf der KVAE (ohne Rumänien) (= Berichte des Bundesinstituts für Ostwissenschaftliche und internationale Studien. Bd. 40/1984). Köln 1984.
- Die Konferenz über Vertrauensbildung und Abrüstung in Europa (KVAE). In: Aus Politik und Zeitgeschichte, Bd. 34 (1984), S. 5–15.
- New uncertainties brought about by new weapons technology in the European context. In: Werner Kaltefleiter (Hrsg.): Conflicts, options, strategies in a threatened world. Papers presented at the International Summer Course 1984 on National Security. Institute of Political Science, Kiel 1985, ISBN 3-923855-06-0, S. 21–32.
- Der Zentralkatalog Baden-Württemberg. Seine Geschichte und seine Bedeutung im deutschen Leihverkehr. Württembergische Landesbibliothek, Stuttgart 1986, ISBN 3-88282-012-8.